# Victoria Upper Glacier
Victoria Upper Glacier är en glaciär i Antarktis. Den ligger i Östantarktis. Nya Zeeland gör anspråk på området. Victoria Upper Glacier ligger 899 meter över havet.
Terrängen runt Victoria Upper Glacier är huvudsakligen kuperad, men åt sydost är den bergig. Trakten är obefolkad. Det finns inga samhällen i närheten. 